# Other Planes of There
Other Planes of There ist ein Jazzalbum von Sun Ra. Die 1964 im Choreografers’ Workshop, New York City, entstandenen Aufnahmen erschienen 1966 als Langspielplatte auf El Saturn Records, 1992 als Compact Disc bei Evidence Records. 2014 wurde das Album in einer von Irwin Chusid und Michael D. Anderson restaurierten Fassung bei Enterplanetary Koncepts wiederveröffentlicht.

## Hintergrund
Other Planes of There, 1964 entstanden, gehört zu dem Zyklus von Aufnahmen, die nach Sun Ras Umzug von Chicago nach New York Ende 1961 ab dem folgenden Jahr entstanden waren, beginnend mit When Sun Comes Out (1963) und Secrets of the Sun (1965), meist in dem New Yorker Probenraum Choreografers‘ Workshop mitgeschnitten. Die Räumlichkeiten nutzten Sun Ra und sein Arkestra noch bis 1965. Auf dem Album spielte Sun Ra und sein Solar Arkestra fünf Eigenkompositionen des Bandleaders, die überaus experimentell angelegt sind, schrieb Sean Westergaard.
Mit seinem erstmaligen Erscheinen auf El Saturn Records erhielt die Langspielplatte 1966 die Nummer „Saturn KH 98766“, die 1967 dann die Katalog-Nummer 206 bekam. Um 1969 wurden Kopien des Albums mit dem alternativen Titel „Thoth Intergalactic“ unter der Katalog-Nummer KH 98766 vertrieben.

## Titelliste
- Sun Ra: Other Planes of There (Saturn KH-98766)[4]

1. Other Planes of There	22:01
2. Sound Spectra / Spec Sket	7:39
3. Sketch	4:46
4. Pleasure	3:10
5. Spiral Galaxy	10:01

Die Kompositionen stammen von Sun Ra.

## Rezeption
Lindsay Planer verlieh dem Album in Allmusic vier Sterne und schrieb, Other Planes of There sei von der Interpretation von fünf Sun Ras überaus experimentellen Werken ebenso geprägt wie von den Kompositionen selbst. Das eröffnende Titelstück sei eine ausgedehnte Suite von Klängen. Umso beeindruckender sei, wie gut sich das Material über die Jahrzehnte gehalten habe. Selbst für erfahrene Hörer klinge die Musik stark und ungehemmt, was das Album sehr empfehlenswert mache.
Nach Ansicht von Richard Cook und Brian Morton, die das Album in The Penguin Guide to Jazz mit vier Sternen auszeichneten, ist „Other Planes“ ein lange übersehenes Meisterwerk, jedoch gleichzeitig ein Kuriosum im Sun Ra-Katalog. Tatsächlich sei dies so etwas wie Sun Ras „Concerto for Arkestra“. Seine eigene Piano-Einführung berühre das Fundament von Bud Powell bis Cecil Taylor. Zudem gebe es großartige Soli von Danny Davis, John Gilmore und Marshall Allen (letzterer auf der Oboe). Der Rest des Albums bestehe aus kürzeren, dem Jazz näheren Abschnitten. Insgesamt stehe das Album außerhalb der Reihe anderer Aufnahmen dieser Gruppe. Die Instrumentierung sei gradliniger und die Strukturen erkennbar polyphoner. Dies zeige, wie anpassungsfähig Sun Ras Konzept in der Mitte der 1960er-Jahre war.